# ریاسین
| ابردوران   | دوران  | دوره      | دیرینگی (میلیون سال) |
| ---------- | ------ | --------- | -------------------- |
| پیشین‌زیستی | نو     | ادیاکاران | ۶۳۵ - ۵۴۱            |
| پیشین‌زیستی | نو     | کریوژنین  | ۸۵۰ - ۶۳۵            |
| پیشین‌زیستی | نو     | تونین     | ۱۰۰۰ - ۸۵۰           |
| پیشین‌زیستی | میانه  | استنین    | ۱۲۰۰ - ۱۰۰۰          |
| پیشین‌زیستی | میانه  | اکتاسین   | ۱۴۰۰ - ۱۲۰۰          |
| پیشین‌زیستی | میانه  | کالیمین   | ۱۶۰۰ - ۱۴۰۰          |
| پیشین‌زیستی | دیرینه | استاترین  | ۱۸۰۰ - ۱۶۰۰          |
| پیشین‌زیستی | دیرینه | اوروسیرین | ۲۰۵۰ - ۱۸۰۰          |
| پیشین‌زیستی | دیرینه | ریاسین    | ۲۳۰۰ - ۲۰۵۰          |
| پیشین‌زیستی | دیرینه | سیدرین    | ۲۵۰۰ - ۲۳۰۰          |

ریاسین (Rhyacian؛ ‎/raɪˈeɪsiən/‎؛ یونانی: [Ρυαξ (rhyax)] Error: {{Lang}}: متن دارای نشانه‌گذاری ایتالیک است (راهنما) به معنای جریان گدازه، دومین دوره زمین‌شناسی از پیشین‌زیستی دیرینه است و ۲٫۳ تا ۲٫۰۵ میلیارد سال پیش رخ داد.
توده‌های نفوذی مانند Bushveld در این دوره شکل گرفتند.
یخبندان هورونی در دوره ریاسین آغاز شد.
در میان جانداران، نخستین یوکاریوتِ شناخته شده، در دوره ریاسین پدید آمد.